# Ziebigk (Südliches Anhalt)
Ziebigk ist ein Ortsteil in der Ortschaft Prosigk der Stadt Südliches Anhalt im Landkreis Anhalt-Bitterfeld in Sachsen-Anhalt. Ziebigk gehörte bis zum 31. Dezember 2009 zur Gemeinde Prosigk. Diese schloss sich am 1. Januar 2010 mit 17 anderen Gemeinden zur Stadt Südliches Anhalt zusammen.

## Geografie und Verkehrsanbindung
Der Ort liegt nordöstlich des Kernortes Prosigk. Westlich verläuft die B 183.

## Sehenswürdigkeiten
In der Liste der Kulturdenkmale in Südliches Anhalt sind für Ziebigk drei Kulturdenkmale aufgeführt:
- ein Gutshof (Dorfstraße 6)
- ein Bauernhof (Dorfstraße 16)
- ein Wegweiser (am nördlichen Ortsausgang)